# Best of (Chapter One 1997–2004)
Best of (Chapter One 1997-2004) – składanka największych hitów zespołu Sevendust.

## Lista utworów
1. „Black”
2. „Bitch”
3. „Too Close to Hate”
4. „Denial”
5. „Waffle” (Tom Lord Alge Mix)
6. „Assdrop (Rumble Fish)”
7. „Bender” (feat. Chino Moreno)
8. „Angel’s Son”
9. „Praise”
10. „Follow” (feat. Aaron Lewis of Staind)
11. „Enemy”
12. „Face to Face”
13. „Coward” (Seasons B-Side, UK Release Bonus Track)
14. „Rain” (Seasons B-Side, UK Release Bonus Track)
15. „Inner City Blues” (Marvin Gaye Cover, from „Seasons” Bonus DVD)
16. „School’s Out” (Alice Cooper Cover, „Sevendust” B-Side, Previously Unreleased)